# Anton Janez Grbec
Anton Janez Grbec (tudi Gerbec), slovenski zdravnik in padar, * 13. junij 1801, Škofja Loka, † 1873, Škofja Loka.

## Življenje in delo
Anton Grbec je bil brat pomembnega zdravnika Ludvika Grbca in tudi njun oče Jožef je bil zdravnik.  Po dokončani osnovni in pridobljeni medicinskih izobrazbi je postal zdravnik in ranar. Po zgledu svojega očeta je služboval v Škofji Loki. Bil je ugleden meščan in nekaj časa tudi škofjeloški župan. Kdaj in kje je umrl ni točno poznano, kot zdravnik je v Škofji Loki služboval do leta 1872, domnevno naj bi umrl leta 1873 v Škofji Loki.